# Розенфельд, Михаил
Михаил Розенфельд (1916 — 2 сентября 1943, Кравцовизна) — еврейский активист движения сопротивления во время Второй мировой войны, участник восстания в варшавском гетто, партизан отряда Гвардии Людовой имени Мордехая Анилевича.

## Биография
До начала войны изучал психологию, в частности у Тадеуша Котарбинского. После начала Второй мировой войны и оккупации Польши нацистской Германией попал в Варшавское гетто, где работал учителем. Был членом PPR и Главной Команды «ŻOB». Вместе с Мордехаем Анелевичем находился в бункере на улице Мила, 18. 10 мая 1943 года вместе с группой еврейских бойцов попал вышел через канализацию на улицу Проста.
После поражения восстания укрылся в лесах под городом Вышкув, где воевал в отряде Гвардии Людовой. Вместе с товарищами был выдан немцам лесником из Кравцовизны. В столкновении с оккупантами было убито двенадцать партизан, среди них Михаил Розенфельд.
В 1945 году был посмертно награждён Серебряным Крестом Ордена Виртути Милитари.
Похоронен в братской могиле партизан GL на еврейском кладбище на улице Окоповой в Варшаве (дом 31, ряд 3).

## Увековечивание
Имя Михаила Розенфельда написано на мемориальной доске, расположенной у памятника Эвакуации бойцов Варшавского гетто, по адресу улица Проста, 51 в Варшаве.